# NGC 5347
NGC 5347 في الفهرس العام الجديد، هي مجرة، تقع في كوكبة السلوقيان. اكتشفت في 2 مايو 1785 بواسطة ويليام هيرشل.

## روابط خارجية
- NGC 5347 على موقع ويكي سكاي: DSS2, SDSS, GALEX, IRAS, Hydrogen α, X-Ray, Astrophoto, Sky Map, Articles and images